# Leonor de Lera
Leonor de Lera, née à Madrid, est une violoniste de musique baroque, fondatrice et directrice de l'ensemble L'Estro d'Orfeo.

## Biographie
Leonor de Lera, d'origine franco-espagnole, est influencée très tôt par ces deux cultures. Elle commence à étudier le violon dès l'âge de six ans au conservatoire de musique Adolfo Salazar de sa ville natale[Où ?][Laquelle ?], puis poursuit sa formation avec Ara Malikian.
En 2020, elle intègre à Londres la Guildhall School of Music and Drama avec Yfrah Neaman (en). Peu après, elle décide de se spécialiser en violon baroque avec Rachel Podger, obtenant son diplôme de Bachelor of Music (en) en 2004. Elle reçoit une bourse afin de poursuivre ses études à la Royal Academy of Music avec la même professeure, se diplômant en 2006, puis elle aprofondit le jeu baroque avec le violiniste Enrico Onofri.
Leonor de Lera a participé à de nombreuses classes de maîtres avec Manfredo Kraemer, Olivia Centurioni et Pavlo Beznosiuk.
Elle collabore notamment avec I Giovani della Montis Regalis en Italie en 2009, Le Parlement de musique en 2010, et l'Orchestre Français des Jeunes Baroque en 2011-2012, en France.
Elle a travaillé avec les orchestres et ensembles comme Accademia Bizantina, L'Arpeggiata, Cappella Mediterranea, Ensemble Elyma, Divino Sospiro, Capriccio Stravagante, Orquesta Barroca de Sevilla, Los Mvsicos de sv Alteza, Euskalbarrokensemble, Coral de Cámara de Pamplona, La Capilla Real de Madrid, Orquesta Barroca del Conde Duque, XVIII-21 Le Baroque Nomade ; et sous la direction de musiciens tels Enrico Onofri, Leonardo García Alarcón, Christina Pluhar, Gabriel Garrido, Stefano Montanari, Alessandro di Marchi, Reinhard Goebel, Skip Sempé, Martin Gester, Vanni Moretto, et Laurence Cummings (en), entre autres.
Leonor de Lera est également la fondatrice, la directrice artistique et violoniste de L'Estro d'Orfeo, un ensemble de musique ancienne spécialisé dans la musique instrumentale du 17ème.

## Discographie
- Altri canti d'amor – L'Estro d'Orfeo : Josué Meléndez, cornetto ; Rodney Prada, viole de gambe ; Lucia Giraudo, violon baroque ; Josep Maria Martí, theorbe et guitare baroque ; Javier Núñez, clavecin ; Leonor de Lera, violon baroque et direction (13-16 septembre 2016, Challenge Classics)[3] (OCLC 1022118448) — Œuvres de Monteverdi, Marini, Strozzi, Uccellini, Rognoni, Merula et Cavalli.
- L’arte di diminuire – L’Estro d’Orfeo : Rodney Prada, viole de gambe ; Josep Maria Marti, théorbe et guitare baroque ; Javier Nunez, clavecin et orgue ; Ignacio Ramal, violon ; Leonor de Lera, violon et direction (Challenge Records, octobre 2019)[4] — Œuvres de Francesco Rognoni (1570-1626), Biagio Marini (1594-1663), Marco Uccellini (1603-1680), Johannes Hieronymus Kapsberger (1580-1651), Girolamo dalla Casa (15?-1601), Salomone Rossi (c. 1570-1630).